# Мегапроєкт

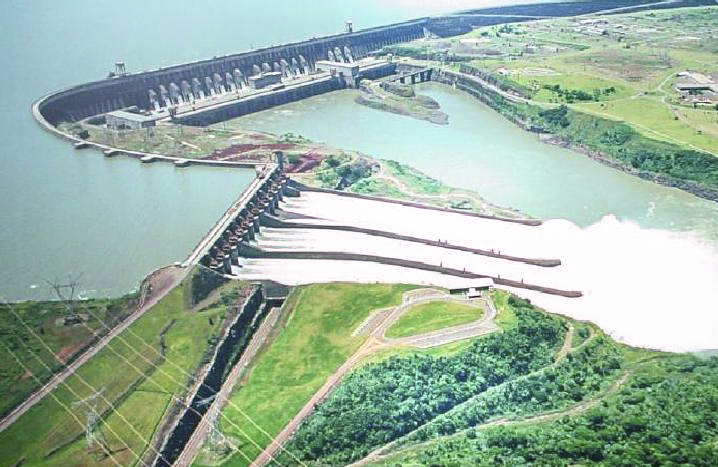
Дамба Ітайпу, приклад мегапроєкту 20-го століття

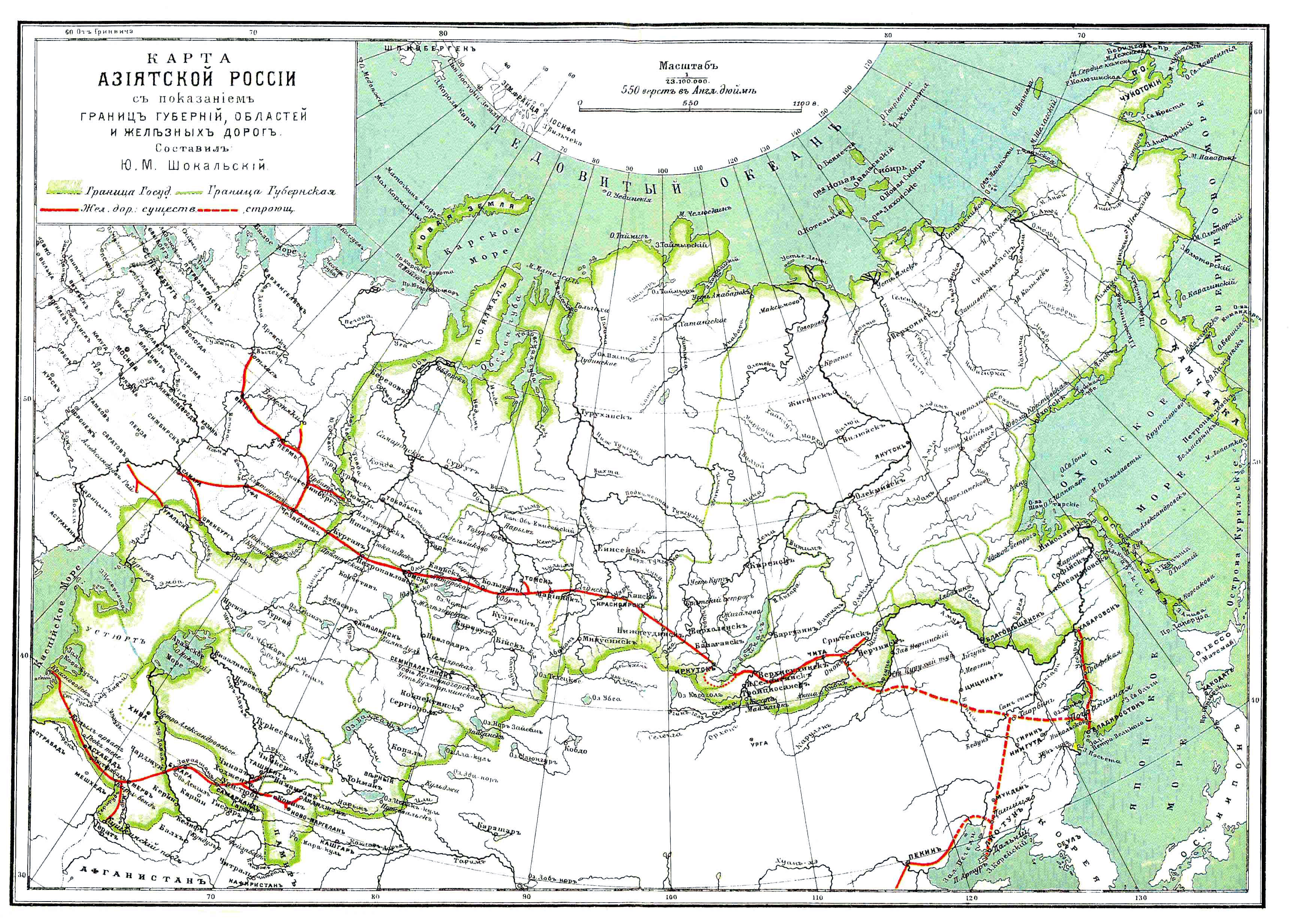
Транссибірська магістраль та інші залізниці в азійській частині Російської імперії в 1900 р. — важливий мегапроєкт XIX ст.

Мегапроєкт — це надзвичайно масштабний інвестиційний проєкт. Відповідно до Оксфордського довідника з управління мегапроєктами, «мегапроєкти — це масштабні, складні венчурні проєкти, які зазвичай коштують 1 мільярд доларів США або більше, їх розробка та будівництво займає багато років, залучає багато державних і приватних зацікавлених сторін, є трансформаційними та впливають на мільйони людей». Проте 1 мільярд доларів не є обмеженням для визначення мегапроєктів; у деяких контекстах потрібен відносний підхід, як, наприклад, у країнах, що розвиваються, де значно менший проєкт (наприклад, із бюджетом у 100 мільйонів доларів) може теж стати мегапроєктом. Тому більш загальне визначення таке: «Мегапроєкти — це обмежені у часі заходи (тобто проєкти), які характеризуються: великими інвестиційними зобов'язаннями, великою складністю (особливо в організаційному плані) і тривалим впливом на економіку, довкілля та суспільство».
Професор Саїдівської бізнес-школи Оксфордського університету Бент Флівб'єрг каже, що у світі в цілому мегапроєкти становлять 8 % загального світового ВВП. Мегапроєкти стосуються не лише будівельних проєктів, а й проєктів виведення з експлуатації, які є проєктами, які можуть сягати багатомільярдних бюджетів, мають високий рівень інновацій та складності, і на які впливає низка техніко-соціально-економічних та організаційних проблем.

## Упередженість планування
Необхідна обережність у процесі розробки проєкту, щоб зменшити будь-які можливі оптимістичні упередження та стратегічне спотворення, оскільки існує цікавий парадокс — коли пропонується все більше і більше мегапроєктів, незважаючи на їх незмінно низьку продуктивність порівняно з початковими прогнозами щодо бюджету, термінів та вигод.

## Мінуси
На мегапроєкти часто впливає корупція, що призводить до вищих витрат і менших вигод.
За даними Європейського співробітництва в галузі науки і технологій (COST), мегапроєкти характеризуються і «надзвичайною складністю (як в технічному, так і в людському плані), і тривалою репутацією поганого виконання». Мегапроєкти привертають велику увагу громадськості через значний вплив на громади, довкілля та бюджети, а також через високі витрати. Мегапроєкти також можна визначити як «ініціативи, які є матеріальними, дуже дорогими та публічними».

## Приклади
Мегапроєкти включають спеціальні економічні зони, громадські будівлі, електростанції, дамби, аеропорти, морські порти, мости, шосейні дороги, тунелі, залізниці, проєкти з очищення стічних вод, проєкти з видобування нафти та природного газу, аерокосмічні проєкти, системи озброєнь, системи інформаційних технологій, великомасштабні спортивні змагання, а також, останнім часом, багатофункціональні реконструкції набережних.
Найпоширенішими є мегапроєкти гідроелектростанцій, атомних електростанцій і великих проєктів громадського транспорту. Мегапроєкти також можуть включати великомасштабні дорогі ініціативи в наукових дослідженнях та інфраструктурі, такі як секвенування геному людини, значний глобальний прогрес у генетиці та біотехнології, дослідження термоядерного синтезу (наприклад, токамаки) та елементарних частинок (колайдери).
За словами Бента Флівб'єрга, «за загальним правилом „мегапроєкти“ вимірюються мільярдами доларів, „великі проєкти“ — сотнями мільйонів, а „проєкти“ — мільйонами й десятками мільйонів».

## Обґрунтування
Логіка, на якій побудовані багато типових мегапроєктів, — це колективні вигоди, наприклад, електрика для всіх (хто може заплатити), доступ до доріг (для тих, хто має автомобілі) тощо. Вони також можуть служити засобом для розширення кордонів. Мегапроєкти піддавалися критиці за їхні процеси планування «зверху вниз» та їхній негативний вплив на певні громади. Великомасштабні проєкти часто дають перевагу одній групі людей, водночас завдаючи шкоди іншій, наприклад, гребля «Три ущелини» в Китаї, найбільший гідроелектричний проєкт у світі, який потребував переміщення 1,2 мільйона фермерів. У 1970-х роках дорожні страйки (highway revolts) в деяких західних країнах призвели до того, що міські активісти виступили проти урядових планів знесення будівель для будівництва автомагістралей, вважаючи, що таке знесення несправедливо поставило б у невигідне становище міський робітничий клас і принесло б користь пасажирам. Антиатомні протести проти запропонованих атомних електростанцій у Сполучених Штатах і Німеччині завадили розвитку атомної енергетики через екологічні та соціальні проблеми.
Флівб'єрг стверджує, що політиків приваблюють мегапроєкти з чотирьох причин:
- Технологічне піднесення: захоплення, яке інженери та технологи отримують від створення великих та інноваційних проєктів, розсуваючи межі можливостей технологій.
- Політичне піднесення: політики отримують захоплення від спорудження пам'ятників собі та за свої справи.
- Економічне піднесення: задоволення бізнесменів і профспілок від прибутків і робочих місць, створених мегапроєктами.
- Висока естетика: дизайнери та люди, які цінують гарний дизайн, отримують задоволення від створення, використання та споглядання чогось дуже великого, що водночас є знаковим і прекрасним.[4]